# Kalaallia
Kalaallia is een monotypisch geslacht van schimmels behorend tot de familie Opegraphaceae. Het bevat alleen Kalaallia reactiva.